# Сексуално злостављање
Сексуално злостављање је један од најтежих облика злостављања који оставља трајне психофизичке и социјалне последице на жртву. Сексуално злостављање деце је посебно тежак облик, који је предмет пажње јавности и осуде. Физичке форме злостављања укључују силовање, инцест и сексуални напад, а психолошке, вербално сексуално злостављање и уцењивање. Захтева посебан третман.